# 60 Second Wipeout
60 Second Wipeout es el tercer álbum de estudio de Atari Teenage Riot, lanzado por la compañía discográfica DHR en 1999.
El disco presenta algunos invitados como el grupo hip hop The Arsonists, o Dino Cazares de Fear Factory. Una edición especial incluyó un disco extra grabado en vivo en Filadelfia, EE. UU..

## Lista de temas
1. «Revolution Action» – 4:09
2. «By Any Means Necessary» – 2:38
3. «Western Decay» – 5:50
4. «Atari Teenage Riot II» – 6:08
5. «Ghost Chase» – 4:34
6. «Too Dead for Me» – 4:17
7. «U.S. Fade Out» – 2:52
8. «The Virus Has Been Spread» – 1:15
9. «Digital Hardcore» – 4:11
10. «Death of a President D.I.Y.!» (feat. Dino Cazares) – 4:43
11. «Your Uniform (Does Not Impress Me!)» (feat. D-Stroy) – 5:48
12. «No Success» (feat. D-Stroy, Freestyle & Kathleen Hanna) – 3:48
13. «Anarchy 999» (feat. D-Stroy, Freestyle, Jise, Q-Unique & Kinetics) – 4:07